# Spinosaurus
A Spinosaurus (nevének jelentése „tüskésgyík” vagy „hátgerinces gyík”) a theropoda dinoszauruszok egyik húsevő neme, amely a mai Észak-Afrikában élt a kréta időszak kora albai–kora turoni korszaka idején, körülbelül 112–93,5 millió évvel ezelőtt. A nem fosszíliáit elsőként 1910-ben Egyiptomban fedezte fel és írta le Ernst Stromer német őslénykutató. Az eredeti maradványok megsemmisültek a második világháború idején, de később újabb koponyadarabok kerültek elő. Tisztázatlan, hogy a leírt fosszíliák egy vagy két fajt képviselnek. A legjobban ismert faj az egyiptomi S. aegyptiacus, azonban Marokkóból egy második lehetséges faj, a S. marocannus is ismertté vált.
A Spinosaurus egyedi „tüskéi” a csigolyák hosszú nyúlványai. 1,65 méter hosszúra nőttek, és valószínűleg bőr fedte és kötötte össze őket, ami egy vitorlaszerű szerkezetet alkotott. Egyes szerzők szerint azonban izmok is kapcsolódtak hozzájuk, amik egy púpot vagy tarajt alkottak. A szerkezet feladatával kapcsolatban több elképzelés is született, mint például a hőszabályozás és a jelzés vagy párválasztással kapcsolatos nemi szelekció. Újabb keletű becslések szerint a Spinosaurus talán a legnagyobb ismert szárazföldi húsevő dinoszaurusz, az Oxalaia, a Tyrannosaurus, a Giganotosaurus és a Carcharodontosaurus méretét megközelítő vagy valamivel meghaladó állat volt. 2005-ös, 2007-es és 2008-as becslések szerint 12,6–18 méter hosszú és 7–20,9 tonna tömegű lehetett. Egy teljesebb példány alapján egy 2022-es becslés a hosszát 14 méterre, a tömegét pedig 7,4 tonnára becsülte.

## Anatómia

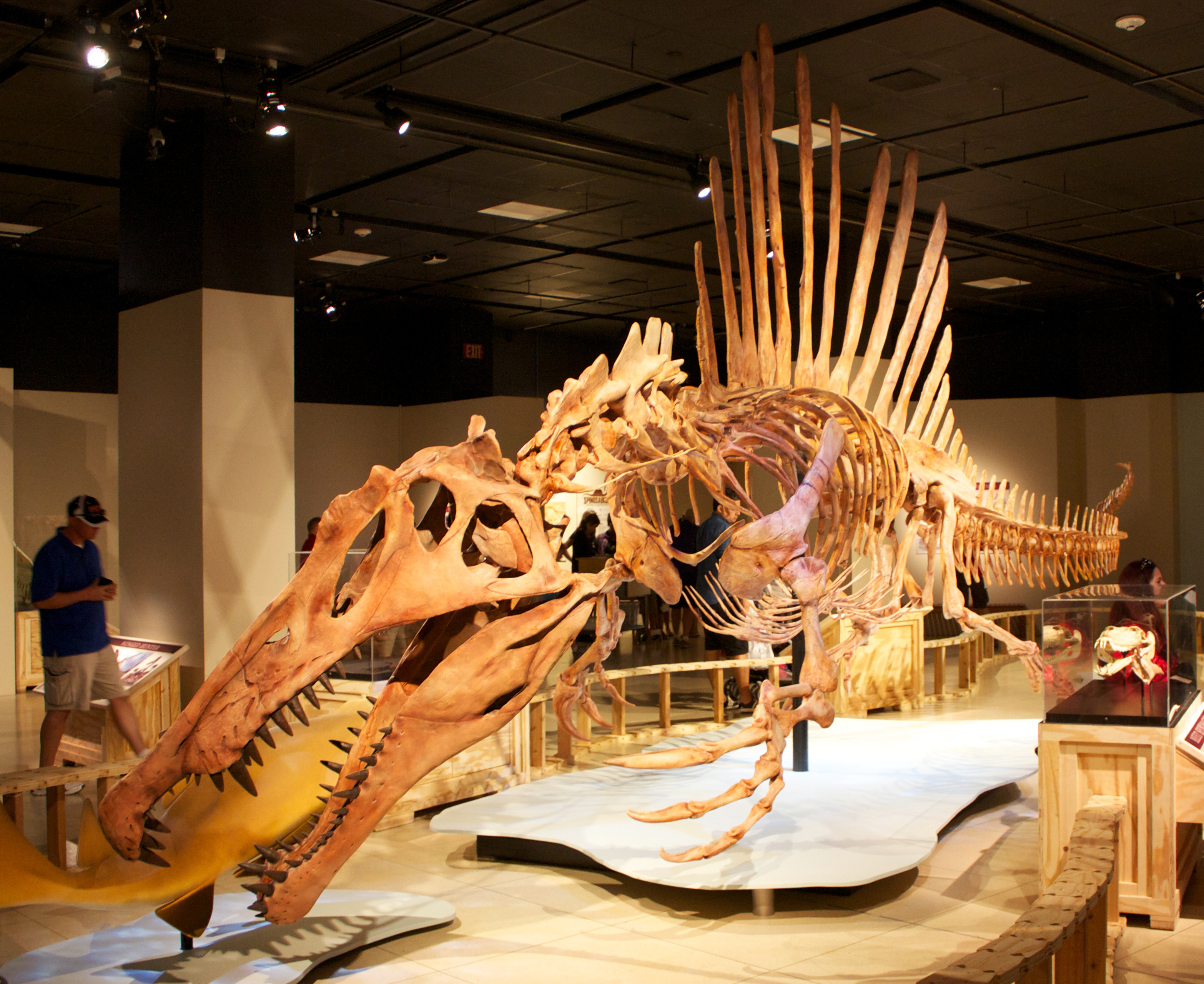
A Spinosaurus

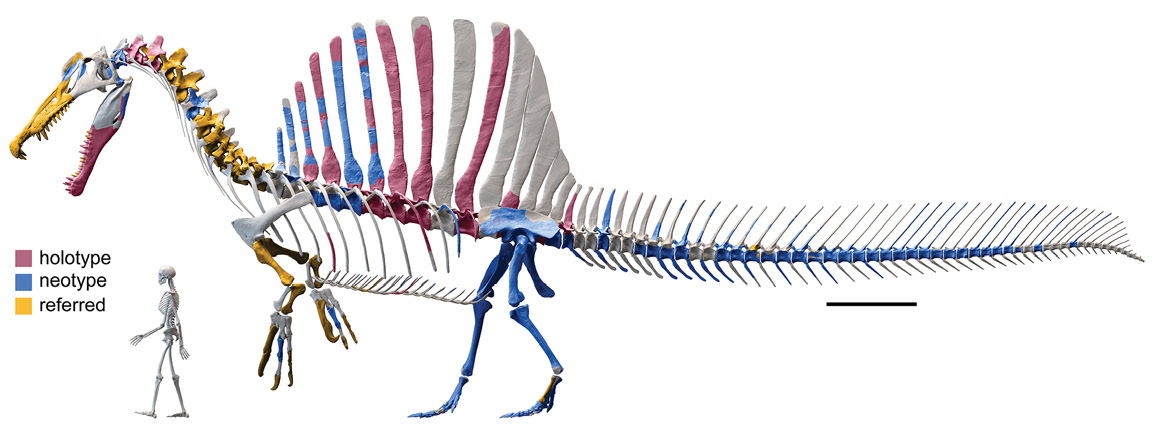
A Spinosaurus csontvázának rekonstrukciója

Bár a Spinosaurus a mérete, vitorlája és meghosszabbodott koponyája miatt közismertnek számít, az időközben előkerült fogak és koponyaelemek mellett leginkább olyan maradványok alapján ismert, amik időközben megsemmisültek. Emellett csak a koponyáról és a gerincről készült részletes leírás, a végtagok csontjait nem találták meg. Az állcsont és a koponya 2005-ben publikált leletanyaga megmutatta, hogy ez a húsevő dinoszaurusz rendelkezett a ragadozó dinoszauruszok között az egyik leghosszabb koponyával, melynek hossza elérte az 1,6–1,68 métert. A koponya szűk orr-részét egyenes, kúpos, recézetlen fogak töltötték meg. A felső állcsont premaxilla részében elöl hat vagy hét fog helyezkedett el, mögöttük, a maxillában pedig további tizenkettő volt. A második és harmadik fog mindkét oldalon jóval nagyobbra nőtt a premaxillában levőknél, és helyet biztosított az állkapocsban levők számára a felső állcsont elején és végén levő fogak között. A pofa legelején levő nagy fogak megnyúltak, a szemek előtt pedig egy kisebb fejdísz helyezkedett el.
A Spinosaurus vitorláját nagyon magas hátcsigolyanyúlványok alkották. Ezek a tüskék hétszer, de akár tizenegyszer is magasabbak voltak a csigolyáknál, amikből kiálltak. A tüskék elölről hátrafelé haladva egyre magasabbak, de alapjuk hosszabbodott meg, nem a magasságuk nőtt, így eltértek a pelycosaurusok közé tartozó Edaphosaurus és Dimetrodon vékony háttüskéitől.

## Osztályozás
A Spinosauridae család névadója a Spinosaurus, de mellette ide tartozik a dél-angliai Baryonyx, a brazil Irritator és az Angaturama (amely talán az Irritator szinonimája), a közép-afrikai Nigerből származó Suchomimus és talán a Thaiföldről, töredékes maradványok alapján ismert Siamosaurus is. A Spinosaurus a szintén recézetlen, egyenes fogakkal rendelkező Irritatorral áll legközelebbi rokonságban, mellyel ketten alkotják a Spinosaurinae alcsaládot. 2003-ban Oliver Rauhut felvetette, hogy Stromer Spinosaurus holotípusa egy kiméra volt, ami egy Acrocanthosaurushoz hasonló carcharodontosaurida hátcsigolyájából és egy Baryonyxhoz hasonló nagy theropoda állkapcsából állt. Ezt az elemzést azonban az újabb keletű cikkekben elvetették.

## Felfedezés és fajok
A Spinosaurus elsőként leírt maradványait az egyiptomi Baharijja-oázisban fedezték fel 1912-ben, és Ernst Stromer német őslénykutató nevezte el 1915-ben. A Baharijjából származó további töredékes fosszíliákat, köztük csigolyákat és a mellső láb csontjait Stromer 1934-ben „Spinosaurus B”-ként jelölte meg.
Stromer úgy ítélte meg, hogy elég nagy a különbség ahhoz, hogy a maradványok egy másik fajhoz tartozzanak, és ez beigazolódott, ugyanis az újabb expedíciók és leletek révén kiderült, hogy a Carcharodontosaurustól vagy a Sigilmassasaurustól származnak. A Spinosaurus fosszíliák egy része megrongálódott a németországi Münchenben levő Deutsches Museumba történő szállítás során, és a megmaradt csontok 1944-ben teljesen elvesztek egy, a szövetségesek által végrehajtott bombatámadás következtében.
| Előfordulási adatok |
| --- |
| S. aegyptiacus - baharijja formáció - chenini formáció - echkar formáció - Kem Kem-rétegek - turkana homokkő S. marocannus - Kem Kem-rétegek S.? sp. - cabao formáció |

A Spinosaurus két faját nevezték el: a Spinosaurus aegyptiacust (jelentése 'egyiptomi tüske gyík') és a Spinosaurus marocannust (jelentése 'marokkói tüske gyík'). A S. marocannusról új fajként először Dale Russell készített leírást egy nyakcsigolya hossza alapján. A későbbi szerzők a témát illetően megoszlottak, némelyikük a csigolya hosszát egyedenként eltérőnek vélte, így a S. marocannust érvénytelennek, illetve a S. aegyptiacus szinonimájának tekintették, míg mások megtartották érvényes fajként.

### Példányok
Hat részleges Spinosaurus példányról készült leírás. Az egyedek lehetséges méretét más ismert spinosauridákkal való összehasonlítás alapján becsülték meg. Az alábbi becslés forrása a Theropod adatbázisa (Theropod Database), illetve Cristiano dal Sasso és szerzőtársai 2005-ös cikke.
A holotípus a Stromer által 1915-ben leírt IPHG 1912 VIII 19 jelzésű lelet, amely a Baharijja-formációból került elő. E majdnem kifejlett példány maradványai megsemmisültek a második világháború alatt, azonban részletes ábrák és leírások készültek róla. A becsült hossza 14 méter, míg a tömege 6,7 tonna lehetett. A lelet részét képezi egy maxilla (felső állcsont) töredéke, egy 75 centiméter hosszú hiányos állkapocs (a koponya becsült hossza az 1,34 méteres állkapoccsal együtt 1,45 méter), 19 fog, két részleges nyakcsigolya, 7 hátcsigolya, háti és hasi bordák, valamint 8 farokcsigolyatest. Ez volt az a példány, amit Rauhut kimérának tartott.

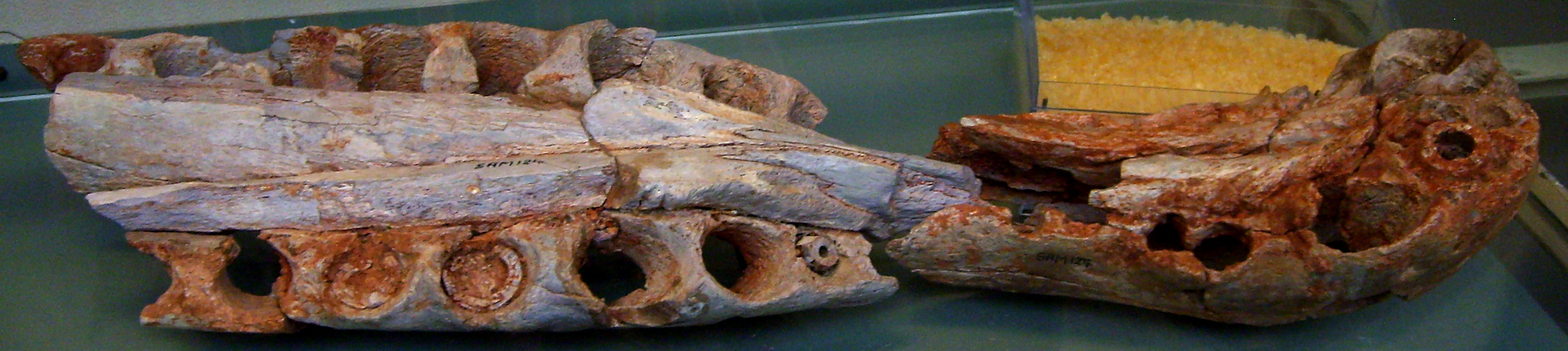
Az S. marocannus állkapocs fosszíliája, Nemzeti Természetrajzi Múzeum (Muséum national d'Histoire naturelle), Párizs

A marokkói Kem Kem-rétegekben talált CMN 50791 jelzésű lelet, melyet Russell írt le 1996-ban, a Spinosaurus marocannus holotípusa. Hozzá tartozik egy 19,5 centiméter hosszú középső nyaki csigolya, egy elülső hátcsigolya nyúlványa, valamint egy elülső és egy középső állkapocs darab. A Taquet és Russell által 1998-ban leírt algériai MNHN SAM 124 egy részleges premaxillából egy részleges maxillából, ekecsontokból és fogtöredékekből áll. E példány becsült hossza 14 méter lehetett, a tömege pedig elérhette a 6,7 tonnát. A koponya körülbelül 1,42 méter hosszú volt. Az Office National des Mines nBM231 leírását Buffetaut és Ouaja készítette el 2002-ben, egy, a tunéziai Chenini-formációból származó állkapocs elülső darabja alapján, ami nagyon hasonlít a S. aegyptiacus meglevő leletanyagához.

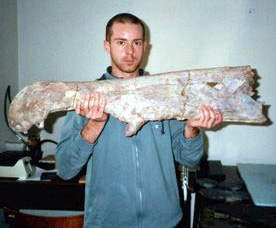
A Cristiano dal Sasso-féle, MSNM V4047 jelzésű S. aegyptiacus példány

A marokkói Kem-rétegekből származó MSNM V4047 jelzésű lelet, amit a milánói Városi Természetrajzi Múzeumban (Museo Civico di Storia Naturale) dolgozó Cristiano dal Sasso és kollégái írtak le 2005-ben, egy premaxillából, egy részleges maxillából, és egy részleges orrcsontból áll, melyek együttes hossza körülbelül 98,8 centiméter. A súlyos koponya becsült hossza 1,6–1,68 méter, az állat teljes hossza pedig körülbelül 14 méter lehetett. Az UCPC-2 egy, a szemek előtt elhelyezkedő hornyolt fejdísz, melynek leírását szintén Sasso és kollégái végezték el 2005-ben.
FSAC-KK 11888
A további ismert példányok nagyon töredékes maradványokból és elszórt fogakból állnak. Például az egyik fogat, amit a nigeri Echkar-formációban fedeztek fel, a S. aegyptiacushoz kapcsolták. A Spinosaurushoz tartozó lehetséges anyagról számoltak be a kenyai Turkana-homokkőből és a (hauterivi korszakbeli) líbiai Cabao-formációból, bár az utóbbit csak átmeneti jelleggel kapcsolták ehhez a nemhez.

## Ősökológia

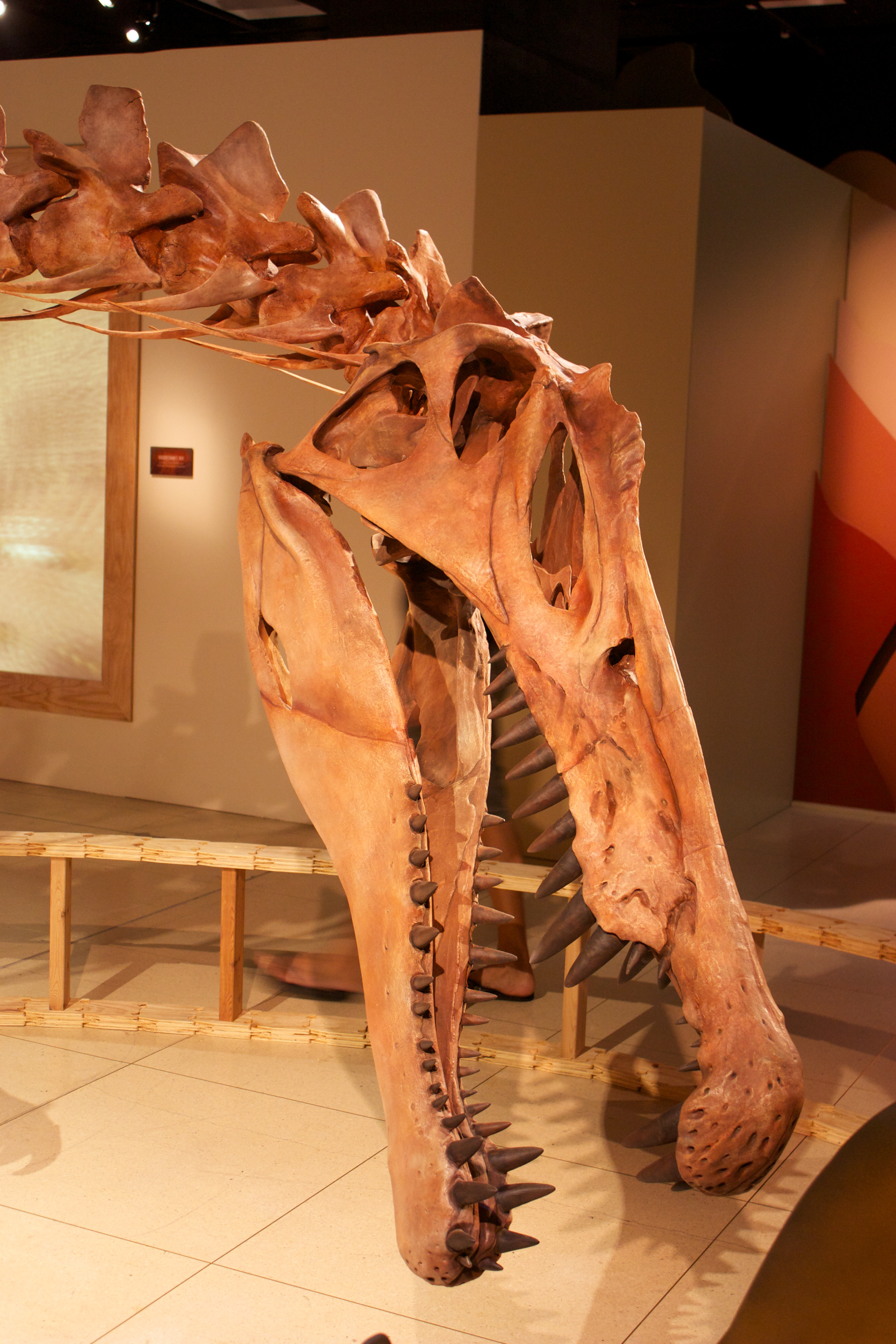
A Spinosaurus rekonstruált koponyája

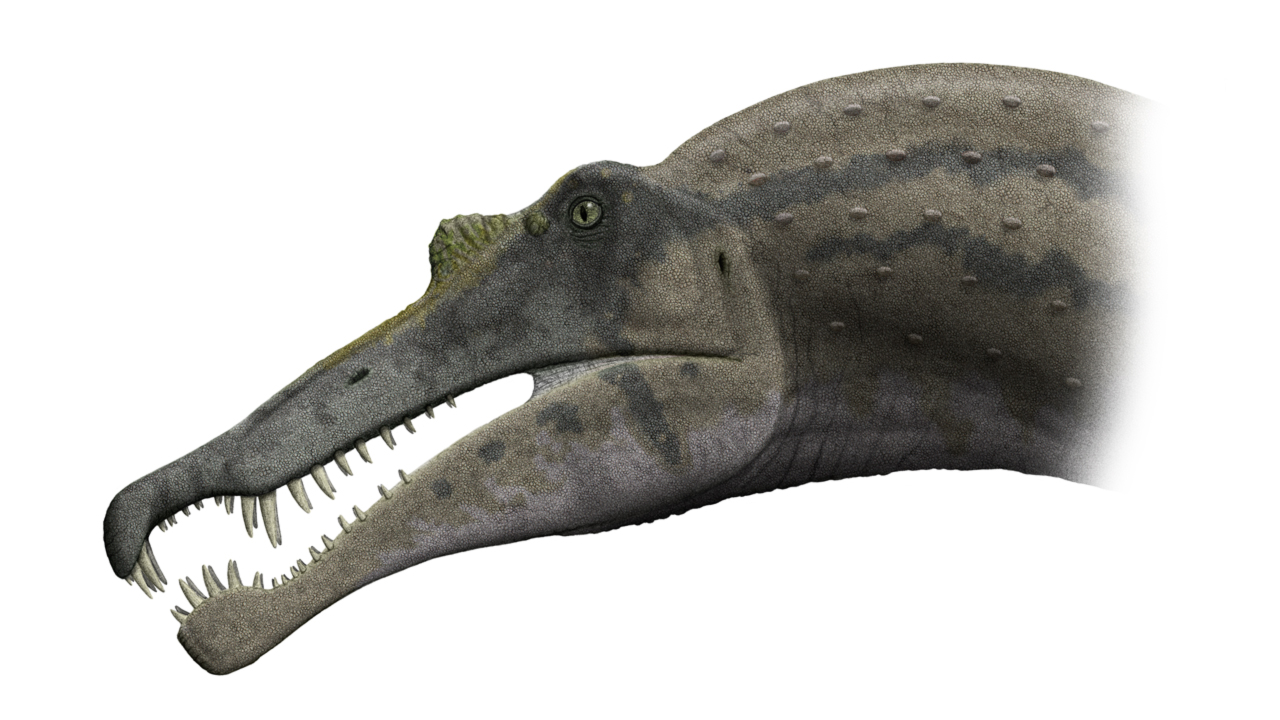
A Spinosaurus feje, Cristiano dal Sasso 2005-ös rekonstrukciója alapján

A Spinosaurus egykori élettere nagyrészt lefedi a mai Észak-Afrikát, bár az élőhely értelmezése és az ökoszisztémában elfoglalt helye még kérdéses. Például a mai Egyiptomban élt Spinosaurusoknak a partmenti árapálysíkságokon és csatornáknál levő élőhelyeken olyan hasonló méretű ragadozó dinoszauruszokkal és egyéb állatokkal kellett megosztozniuk, mint a Bahariasaurus és Carcharodontosaurus, az óriás titanosaurus sauropoda, a Paralititan, a kisebb titanosaurus, az Aegyptosaurus, a 10 méter hosszú krokodil, a Stomatosuchus, és a coelacanthusok közé tartozó Mawsonia.

### Táplálkozás
Nem tisztázott, hogy a Spinosaurus elsődlegesen szárazföldi ragadozó volt-e, vagy inkább halevő, amire meghosszabbodott állcsontja, kúpos fogai és magasan elhelyezkedő orrlyukai utalnak. Azt az elméletet, ami szerint a spinosauridák halevésre specializálódtak, korábban A. J. Charig és A. C. Milner a Baryonyxszal kapcsolatban vetette fel. Ez a krokodiloknál és a típuspéldány bordái mögött talált, gyomorsav által károsított halpikkelyek anatómiai hasonlóságán alapul. A spinosauridák faunájából ismert nagy halak közé tartozik az Észak-Afrikában és Brazíliában, a kréta időszakban élt Mawsonia. A spinosauridák táplálkozására vonatkozó közvetlen bizonyítékok az európai és dél-amerikai taxonoktól származnak. A Baryonyx egyetlen ismert példánya a gyomrában halpikkelyekkel és egy fiatal Iguanodon csontjaival együtt került elő. De egy Baryonyx egyed fogait egy dél-amerikai pterosaurus csontjába ágyazódva találtak, ami arra utal, hogy a spinosauridák alkalmanként a repülő archosaurusokra vadásztak. A Spinosaurus valószínűleg elterjedt és a táplálékválasztékra nem igényes („opportunista”) ragadozó volt, talán a grizzly medve kréta időszaki megfelelője lehetett, amely a halászatot részesítette előnyben, de kétségtelenül dögevő is volt, és sokféle kis vagy közepes méretű zsákmányt ejtett el.

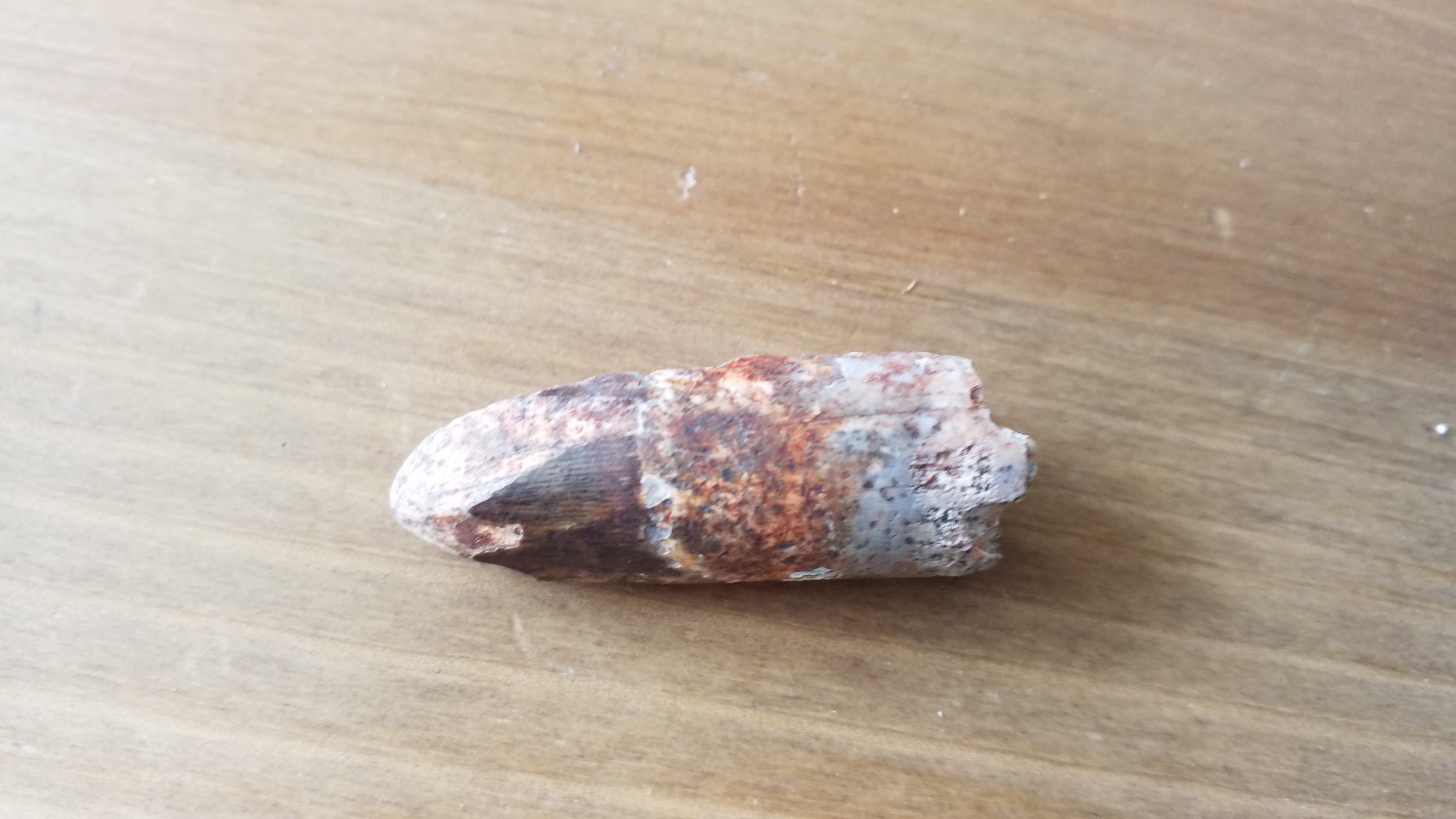

## Ősbiológia

### Méret

Az óriás theropodák, köztük a piros színnel jelölt Spinosaurus és az ember méretének összehasonlítása

Felfedezése óta a Spinosaurus versenyben áll a leghosszabb és legnagyobb theropoda dinoszaurusz címért, bár ez a tény a nyilvánossághoz nem jutott el a Jurassic Park III. című filmben való szerepléséig és egy új példány 2005-ben történt leírásáig. Friedrich von Huene és Donald F. Glut az áttekintéseikben évtizedekre egymástól, 6 tonnás tömeggel és 15 méteres hosszal a legsúlyosabb theropodák között tartották számon. 1988-ban Gregory S. Paul szintén a leghosszabb theropodák közé sorolta be 15 méteres testhosszal, a tömegét azonban kisebbre becsülte. A 2005-ben leírt példányokon alapuló tömegbecslések 16–18 métert és 7–9 tonnát állapítanak meg.
François Therrien és Donald Henderson 2007-es cikkében egy koponyahosszon alapuló arányszámítás található, ami ellentétben áll a korábbi becslésekkel, eszerint ugyanis a megállapított hossz túl nagy, a tömeg pedig túl kicsi. A számítás alapján a hossz 12,6–14,3 méter, míg a tömeg 12–20,9 tonna. A tanulmányt kritika érte az összehasonlításhoz használt theropodák kiválasztása (a nagy theropodák csontvázának többségét arra használták fel, hogy beállítsák a spinosauridákétól eltérő testfelépítésű tyrannosauridákhoz és carnosaurusokhoz tartozó kiindulási egyenleteket) és a spinosaurida koponya rekonstrukcióik miatt. A becslések helyességéről való döntéshez teljesebb fosszíliákra lenne szükség.

### Vitorla
A Spinosaurus vitorlája szokatlan, de ugyanabban az időben ugyanazon a területen más dinoszauruszok, például az ornithopodák közé tartozó Ouranosaurus és a sauropodák közé tartozó Amargasaurus hátcsigolyáiból is hasonló szerkezeti adaptáció fejlődött ki (ez azonban vitatott; ahogy ez az említett állatokról szóló szócikkekben is olvasható). A vitorla feltehetően analóg a perm időszaki synapsidáéval, a Dimetrodonéval, bár ez az állat jóval a dinoszauruszok megjelenése előtt élt, így e hasonlóság csak a konvergens evolúció eredménye.
Elképzelhető, hogy ez a rész a bölényekéhez hasonlóan inkább púpszerű, mint vitorlaszerű volt, ahogy legutóbb Jack Bowman Bailey is megjegyezte, a Spinosaurus tüskéi nem vékony rudak voltak, hanem elölről hátrafelé kiszélesedtek, és lehet hogy nem bőrvitorlát, hanem egy vastagabb, zsíros struktúrát tartottak. Ez esetben akár táplálék zsírként való raktározását is szolgálhatták, mint pl. a tevéknél, vagy izmok tapadási helyei lehettek.
E vitorlák feladata nem egyértelmű; a tudósok több elméletet állítottak fel, amik között a hőszabályozás és a jelzés is szerepel. Emellett egy ilyen, háton levő feltűnő tulajdonság látszólag nagyobbá tette a tulajdonosát, mint amilyen volt, megfélemlítve a többi állatot.

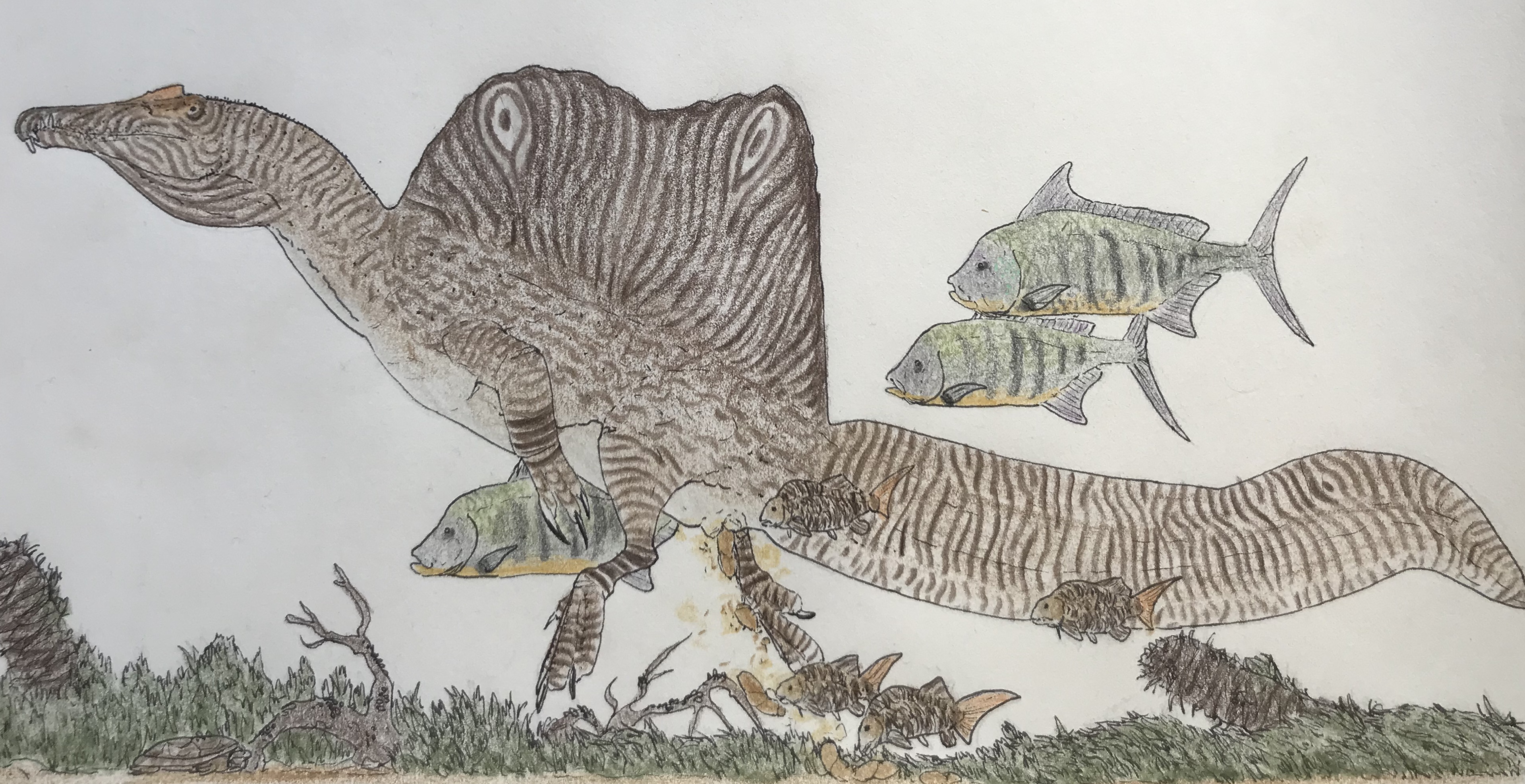
A Spinosaurus rekonstrukciója

Ha a vitorlához bőséges érhálózat tartozott, akkor az állat e testrész nagy felületét a hő elnyelésére használhatta. Ez arra utal, hogy legfeljebb csak részben vált melegvérűvé, és hogy olyan éghajlaton élt, amin az éjszaka hűvös vagy hideg, az ég pedig rendszerint felhőtlen volt. Erre magyarázattal szolgálhat az az elképzelés, ami szerint a Spinosaurus és az Ouranosaurus a Szahara egykori változatának határán vagy területén élt. Az is lehetséges, hogy a vitorla nem begyűjtötte a hőt a test számára, hanem kisugározta azt onnan. Mivel a nagy állatok a testtömegükhöz viszonyítva aránylag kis testfelülettel rendelkeznek (a Haldane-elv alapján) jóval nagyobb problémát okozhat a felesleges hő elnyelése a magas, mint az alacsony hőmérsékleten. Az ilyen dinoszauruszok vitorlái nagymértékben megnövelték a bőr felületét, miközben a tömeget csak kismértékben gyarapították. Ráadásul, ha a vitorla elfordult a naptól, vagy 90 fokos szögben a hűvös széllel szemben állt, az állat elég hatékonyan hűthette magát a kréta időszaki Afrika meleg éghajlatán.
A bonyolult testfelépítés számos modern állatnál az ellenkező nemű állatok vonzására szolgál a párzás idején. Nagyon is lehetséges, hogy az ilyen dinoszauruszok a vitorlájukat az udvarlás során használták, ahogyan a pávák a farkukat. Stromer úgy vélte, hogy a hímek és a nőstények csigolyatüskéinek mérete eltérhetett. Ha ez így volt, akkor talán a vitorlák ragyogó színűek is lehettek, de ez pusztán spekuláció. Végül is elég valószínű, hogy a vitorla egyesítette ezeket a funkciókat; általában hőszabályozóként működött, a párzási időszakban pedig az udvarlás segédeszközévé vált, a Spinosaurus hűtötte vele magát, és alkalmanként, amikor fenyegetve érezte magát, más állatok elriasztására használta. A kevés megtalált példány alapján nemi kétalakúságot nem lehet bizonyítani.

### Testhelyzet
Bár hagyományosan két lábon járó állatként ábrázolják, az 1970-es évek közepén felmerült, hogy a Spinosaurus legalábbis alkalmanként négy lábon mozgott. Ezt alátámasztotta a rokonságába tartozó, erőteljes karokkal rendelkező Baryonyx felfedezése. Bailey (1997-ben) szintén elképzelhetőnek találta a négylábú testhelyzetet, ami ilyen rekonstrukciók megjelenéséhez vezetett. Ez az elmélet legalábbis szokványos pózként vesztett a népszerűségéből, de van aki szerint lehetséges, hogy a spinosauridák lekuporodtak a négylábú pózba. Egy 2014-es rekonstrukció szerint egy fiatal példány újonnan megtalált fosszíliái alapján a Spinosaurus lábai túl rövidek voltak a hatékony szárazföldi mozgáshoz. A tanulmányt több kritika is érte. John Hutchinson szerint különböző példányok használata kimérákat eredményezhet. Scott Hartman szintén kritikát fogalmazott meg, miszerint a felnőtt példányok hátsó lába és medencéje 27%-kal nagyobb lehetett, és nem állnak összhangban a közzétett méretekkel. A szerzők válasza után azonban Mark Witton megbízhatónak találta a méréseket.

### Vízi életmód
Néhány újabb keletű tanulmány szerint a Spinosaurus és rokonai a krokodilokéra emlékeztető, félig vízi életmódot folytathattak. Erre utalnak az arccsontokon levő nyílások, melyek a krokodilokéhoz hasonló módon, a víz alatti vadászatot segítő nyomásérzékelőket tartalmazhattak. A fosszíliáik oxigénizotópos vizsgálata a δ18O esetében a kortárs dinoszauruszokénál alacsonyabb, a teknősökre és a krokodilokra jellemző értéket mutatott. Emellett a kora kréta korból, Spanyolországból származó nyomfosszíliák arra utalnak, hogy ezen a területen, ahol a spinosauridák gyakran előfordultak, egyes theropodák időnként a vízbe is belegázoltak.

## Popkulturális hatás
A Spinosaurus már régóta szerepel a népszerű, dinoszauruszokról szóló könyvekben, de a spinosauridák megfelelő ábrázolásához csak nemrégiben vált ismertté elég információ. Egy Albert-Félix de Lapparent és Réné Lavocat által készített jelentős, 1955-ös csontváz rekonstrukció szokványos felegyenesedett theropodaként jelenítette meg a többi nagy theropodáéhoz hasonló koponyával, a hátán vitorlával és négyujjú kezekkel együtt.
A Spinosaurus szerepelt a 2001-es Jurassic Park III. című filmben. A Tyrannosaurusnál nagyobb és erősebb állatként jelent meg; az egyik jelenetben a két feltámasztott ragadozó megküzd egymással, és a Spinosaurus az ellenfele nyakát eltörve győzelmet arat. A valóságban ez a küzdelem sosem történhetett volna meg, mivel a két fajt több ezer kilométeres távolság és több millió év választotta el egymástól. A Jurassic Park III. után a Spinosaurus a filmekhez kapcsolódó termékek között is felbukkant, például akciófiguraként és a videójátékok, mint például az Operation Genesis szereplőjeként.
A Spinosaurus szerepelt a Discovery Channel 2009-es Megaragadozók (Mega beasts vagy Monsters resurrected) című hatrészes minisorozat harmadik részében, amelyben csúcsragadozóként állították be. A műsorban a Spinosaurus mérete el van túlozva és a koponyája is szélesebb, mint amilyen a valóságban lehetett. A Spinosaurus szintén megjelent az Őslények kalandorai (Primeval) 2011-es 4. évadának 1. részében, amiben átjött egy Anomálián és London városában tombolt.

## Fordítás
- Ez a szócikk részben vagy egészben  a   Spinosaurus című angol Wikipédia-szócikk ezen változatának fordításán alapul.  Az eredeti cikk szerkesztőit annak laptörténete sorolja fel. Ez a jelzés csupán a megfogalmazás eredetét és a szerzői jogokat jelzi, nem szolgál a cikkben szereplő információk forrásmegjelöléseként.